# Batcat
A Batcat a Mogwai kilencedik stúdióalbuma, amelyet 2008. szeptember 8-án adott ki a Wall of Sound az Egyesült Királyságban.
A címadó dal szerepelt a három héttel korábban kiadott The Hawk Is Howling stúdióalbumon; a középlemezen szereplő változatban a dobok hangzása némileg eltér. A Devil Rides számot a pszichedelikus stílusú Roky Erickson írta és énekelte fel; ez az egyetlen dal a kiadványon, amelyben szerepel ének.

## Számlista
Az összes dal szerzője a Mogwai, kivéve a Devil Rides dalé, amelyet Roky Erickson írt. 
| 1.    | Batcat                                                               | 5:23 |
| 2.    | Stupid Prick Gets Chased by the Police and Loses His Slut Girlfriend | 5:09 |
| 3.    | Devil Rides                                                          | 4:00 |
| 14:32 |                                                                      |      |

## Közreműködők

### Mogwai
- Stuart Braithwaite
- Dominic Aitchison
- Martin Bulloch
- Barry Burns

### Más zenészek
- Roky Erickson – ének, dalszöveg

### Gyártás
- Andy Millar, Garth Jones, Tony Doogan, Stuart Sullivan – producerek

## Fordítás
Ez a szócikk részben vagy egészben  a   Batcat című angol Wikipédia-szócikk ezen változatának fordításán alapul.  Az eredeti cikk szerkesztőit annak laptörténete sorolja fel. Ez a jelzés csupán a megfogalmazás eredetét és a szerzői jogokat jelzi, nem szolgál a cikkben szereplő információk forrásmegjelöléseként.